# Le Parnasse contemporain
Le Parnasse contemporain (dt. „Der zeitgenössische Parnass“) ist eine dreibändige Anthologie von Gedichten, die 1866, 1871 und 1876 bei dem Pariser Verleger Alphonse Lemerre erschien. Der Titel gab der literarischen Bewegung der Parnassiens, die hier eine Bühne für ihr Schaffen fanden, den Namen.
Die Anthologie (Bd. I kam zunächst in 18 nacheinander publizierten Heften heraus) enthält Werke von insgesamt 99 Autoren, darunter Charles Leconte de Lisle, Théodore de Banville, José-Maria de Heredia, Théophile Gautier, Catulle Mendès, Charles Baudelaire, Sully Prudhomme, Stéphane Mallarmé, François Coppée, Charles Cros, Léon Dierx, Louis Ménard, Paul Verlaine, Auguste de Villiers de L’Isle-Adam und Anatole France.
Le Parnasse contemporain zeichnete sich durch ein innovatives Literaturverständnis aus, der erste Band enthielt insbesondere Gedichte aus Baudelaires Les Fleurs du Mal. Lemerre und sein Lektor Anatole France trugen aber die weitere lyrische Entwicklung hin zum Symbolismus nicht mit und lehnten beispielsweise Mallarmés L’Après-midi d’un faune für den Band von 1876 ab.